# Jessy Greene
Jessy Greene (Sheffield, ...) è una violinista, violoncellista e cantante statunitense.

## Biografia
Originaria del Massachusetts, Jessy si è laureata all'Università della California, a Los Angeles in Etnomusicologia, e si è unita al tour Skin del musicista e compositore americano Peter Himmelman come violinista e corista. Al suo ritorno a Los Angeles, Jessy si è unita ai Geraldine Fibbers, con i quali ha registrato due album. Nel 1997 si è trasferita a Minneapolis, unendosi ai The Jayhawks.
Jessy ha collaborato con molti artisti di fama internazionale, tra cui i Wilco di Jeff Tweedy, Atmosphere, Joseph Arthur, Soul Asylum, Alain Johannes e R.E.M.. Ha partecipato a tour di diversi artisti, tra cui i Foo Fighters nel 2007 e nel 2008, con i quali ha partecipato ai due concerti al Wembley Stadium durante i quali è stato registrato il DVD Live at Wembley Stadium. Ha collaborato con la cantante Pink durante il Funhouse Tour del 2009.
Nel 2010 ha partecipato alle registrazioni dell'album As I Call You Down con Ben Harper, Joseph Arthur e Dhani Harrison nel loro gruppo Fistful of Mercy. Nel 2011 ha partecipato all'album Wasting Light dei Foo Fighters e in seguito ad altri lavori discografici del gruppo statunitense e del musicista Dave Grohl: nel 2013 partecipando alla colonna sonora Sound City: Real to Reel del film Sound City con il brano "If I Were Me" insieme a Dave Grohl, Rami Jaffee e Jim Keltner e poi nel 2017 all'album Concrete and Gold.
La sua canzone "Time Bomb", contenuta nel suo secondo album solista "A Demon & Her Lovers", è stata inserita nella seconda stagione della Serie televisiva statunitense Burn Notice - Duro a morire nell'episodio intitolato "Lesser Evil".

## Discografia

### Da solista
- 2003 - Blue Sky
- 2006 - A Demon & Her Lovers

### Singoli
- 2003 - Blue Sky
- 2006 - Time Bomb

### Partecipazioni
- 1996 - Wilco - "The Lonely 1" dall'album "Being There"
- 2002 - Wilco - "Jesus, Etc." dall'album "Yankee Hotel Foxtrot"
- 2002 - Dosh - "Song for Zelbert Moore" dall'album "Dosh"
- 2005 - Dessa - "Mineshaft" dall'album "False Hopes"
- 2005 - Atmosphere - "Little Man" dall'album "You Can't Imagine How Much Fun We're Having"
- 2010 - Dessa - "Mineshaft II" dall'album "A Badly Broken Code"
- 2011 - Foo Fighters - album "Wasting Light"
- 2013 - Sound City Players - "If I Were Me" dall'album "Sound City: Real to Reel"
- 2013 - Joseph Arthur - album "The Ballad of Boogie Christ"
- 2013 - Ghost - "If You Have Ghosts" dall'album "If You Have Ghost"
- 2013 - Dessa - album "Parts of Speech"
- 2017 - Neville Staple  - "Enjoy Yourself Ragtime Lounge Mix" e "Dub Crazy" dall'album "Return of Judge Roughneck "
- 2017 - Foo Fighters - album "Concrete and Gold"